# Vitali Makarov
Vitali Makarov (n. 23 iunie 1974, Tegul'det⁠(d), RSFS Rusă, URSS) este un judocan ce a reprezentat Rusia, medaliat olimpic. A participat la 2 ediții ale Jocurilor Olimpice (2000, 2004) în care a câștigat o medalie de argint.